# Bieuzy
Bieuzy (Bieuzhi-an-Dour trong tiếng Bretagne) là một xã ở tỉnh Morbihan, vùng Bretagne tây bắc Pháp. Xã này có diện tích 18,98 km², dân số năm 1999 là 708 người. Khu vực này có độ cao từ 37-176 mét trên mực nước biển.
Cư dân của Bieuzy danh xưng trong tiếng Pháp là Bieuzyates.